# Northrop Tacit Blue
Die von Northrop gebaute Tacit Blue, zu deutsch etwa „stilles Blau“, ist ein Versuchsflugzeug der US Air Force, das zeigen sollte, dass Stealth-Aufklärungsflugzeuge nahe der Front operieren können, ohne vom feindlichen Radar entdeckt zu werden. Tacit Blue hat viel zum Verständnis der Stealth-Technologie beigetragen und war ein wichtiger Schritt bei der Entwicklung des Tarnkappenbombers B-2 Spirit.

## Geschichte

### Assault Breaker
Auf dem Höhepunkt des Kalten Krieges hielten westliche Militärs die Überlegenheit des Warschauer Paktes bei Panzern und Bodenstreitkräften für ein Problem.
Im Dezember 1976 initiierten die DARPA und die US Air Force das Battlefield Surveillance Aircraft-Experimental (BSAX)-Programm, (Teil von Pave Mover, siehe weiter unten). Das Ziel von BSAX war, ein effizientes Stealth-Aufklärungsflugzeug zu entwickeln, welches mit einem Low Probability of Intercept-Radar und anderen Sensoren ausgestattet war. Somit sollte das Flugzeug in der Lage sein, mit einer hohen Überlebenswahrscheinlichkeit nahe der feindlichen Linien zu fliegen.
Um einen möglichen Angriff der Sowjetunion auf Mitteleuropa abzuwehren, wurde 1978 das „Assault-Breaker“-Programm ins Leben gerufen. Dieses hatte zum Ziel, mittels Langstreckenaufklärung und präzisionsgelenkter Munition  Bodenziele weit hinter den feindlichen Linien zu zerstören. Das Programm legte die Grundlagen für alle modernen luftgestützten Waffensysteme, die in den Konflikten des 21. Jahrhunderts eingesetzt wurden.
In ihm wurden LANTIRN-Behälter als Navigations- und Zielsystem für Tiefflugeinsätze entwickelt (Messerschmitt-Bölkow-Blohm entwickelte dazu den Vebal Syndrom-Pod), sowie Marschflugkörper, die intelligente Submunitionen im Tiefflug zu einem sowjetischen Panzerverband bringen und diese über ihm freisetzen sollten. Die Marschflugkörper gingen nie in Produktion, die Submunitionen wurden später als Brilliant-Anti-Tank (BAT) in das MLRS integriert. Eine andere Entwicklung betraf Munitionsbehälter für Kampfflugzeuge, die im Zielgebiet einen Schwarm intelligenter zielsuchender Raketen mit Millimeterwellen-Radarsucher freisetzen sollten. Die Entwicklung wurde von Hughes mit der Wasp „Minimissile“ vorangetrieben, wurde aber wegen zu hoher Kosten eingestellt. Das Prinzip wurde mit der MBDA Brimstone wieder aufgegriffen. Die CBU-97 Sensor Fuzed Weapon hat ihre Ursprünge ebenfalls im Assault-Breaker-Programm.

### Pave Mover
Hier erfolgte der Ersteinsatz von runden Formen und einem Low-Probability-of-Intercept-(LPI)-Radar. Das zentrale Element war Pave Mover. Dabei wurde ein leistungsstarkes Side-Looking-Airborne-Radar mit elektronischer Strahlschwenkung an eine General Dynamics F-111 montiert, um sowjetische Panzer in über 100 Kilometern Entfernung weit hinter der Frontlinie orten zu können. Da die Rechenleistung der seinerzeitig eingesetzten Computer gering war, wurden die Rohdaten des Radars über einen leistungsstarken Datenlink an eine Bodenstation zur Auswertung gesendet. Mit fortschreitender Mikroelektronik wurde es möglich, Rechner und Personal in einem Flugzeug unterzubringen – die E-8 Joint STARS (Surveillance and Target Attack Radar System) entstand.

### Tacit Blue
Die Informationen zum Projekt Tacit Blue wurden am 30. April 1996 vom Verteidigungsministerium der Vereinigten Staaten freigegeben. Es wurde bekanntgegeben, dass das Assault-Breaker-Programm auch einen „schwarzen“ Teil hatte. Das Projekt sollte die Wirksamkeit von Stealth-Flugzeugen im Fronteinsatz nachweisen. Tacit Blue wurde entwickelt, um hinter der Front Überwachungsaufgaben zu übernehmen und Zielinformationen in Echtzeit zum Boden zu übermitteln. Da die Überlebensfähigkeit der Radarplattform bezweifelt wurde, entwickelte Northrop das Tarnkappenflugzeug Tacit Blue, das mit einem Low-Probability-of-Intercept-Radar ausgestattet wurde.

### Nutzung und Verbleib

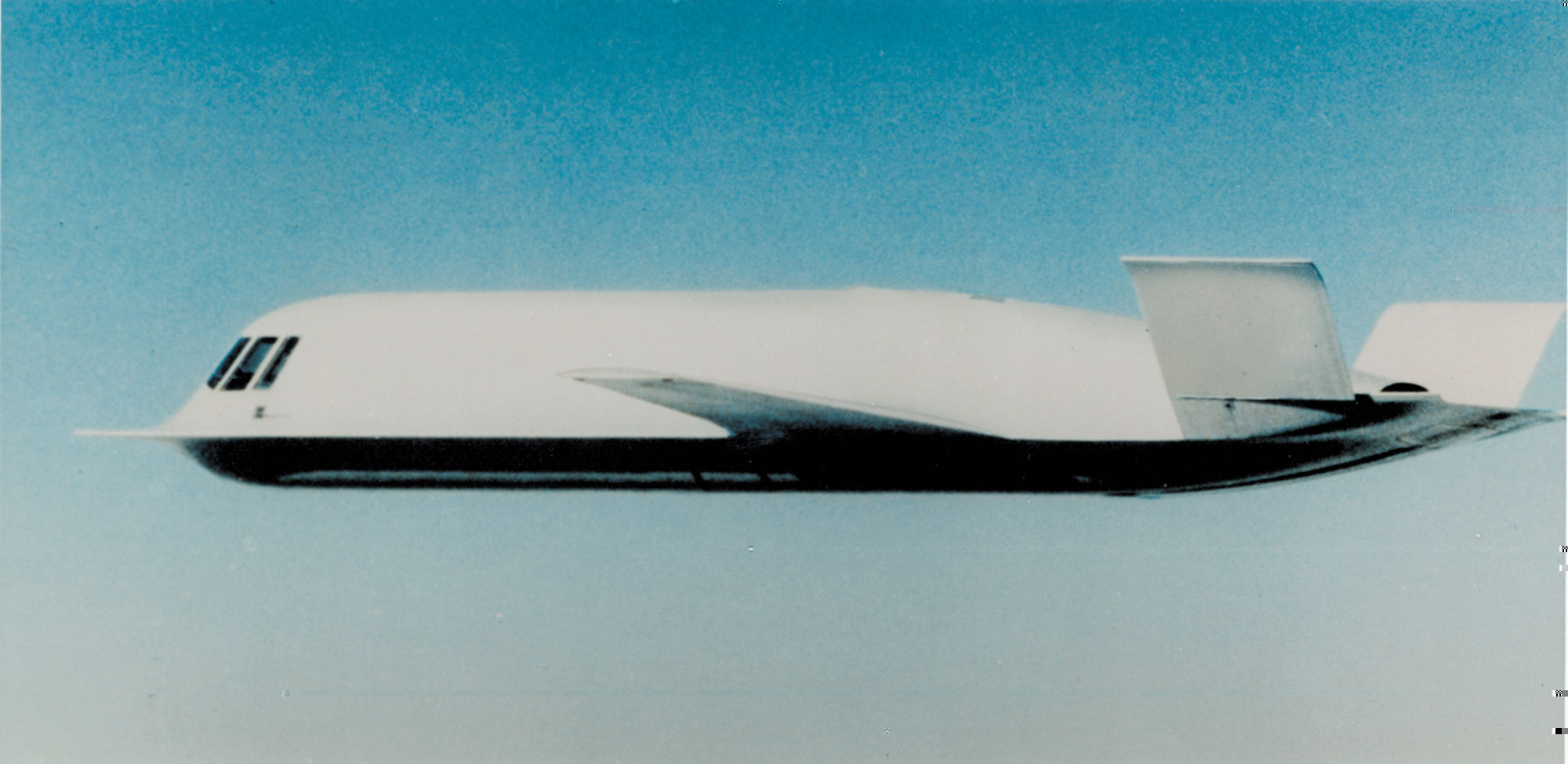
Tacit Blue im Flug

Der Ersteinsatz erfolgte im Februar 1982. Insgesamt wurden innerhalb von drei Jahren 135 Flüge durchgeführt. Nach etwa 250 Flugstunden wurde Tacit Blue 1985 eingemottet. Heute kann das Flugzeug im National Museum of the United States Air Force auf der Wright-Patterson Air Force Base nahe Dayton, Ohio, besichtigt werden.
Die Seriennummer ist unbekannt. Obwohl auch ein zweites Exemplar als Ersatz gebaut wurde, ist nur ein Flugzeug geflogen.

## Konstruktion
Tacit Blue, Spitzname „Der Wal“, hatte trapezförmige Flügel und ein V-Leitwerk. Ein einzelner Lufteinlass auf der Oberseite des Rumpfes reichte zur Versorgung der zwei Turbofan-Triebwerke. Tacit Blue führte ein vierfach redundantes digitales Fly-by-wire-Flugkontrollsystem ein. Bei der Tacit Blue wurde erstmals auf die Facettierung der Oberfläche verzichtet. Die gestiegene Rechenleistung der Computer machte es möglich, die Oberfläche kontinuierlich zu krümmen, und dabei trotzdem die Reflexionen nach dem huygensschen Prinzip zu berechnen, was bei der Entwicklung der Lockheed F-117 noch nicht möglich war.
Im Gegensatz zur F-117 sah das erforschte Einsatzkonzept vor, nicht gerade auf Ziele der Luftverteidigungs- und Kommando-Infrastruktur zu zufliegen um diese anzugreifen, sondern lange Zeit entlang des Frontverlaufes und somit entlang der Luftaufklärung des Gegners zu fliegen. Hierzu muss das Flugzeug aerodynamisch effizient sein und von der Seite einen geringen Radarquerschnitt haben. Zudem steht weniger die Sichtbarkeit gegenüber kurzwelligen Puls-Doppler-Feuerleitradaren als die Sichtbarkeit für langwellige Suchradare im Vordergrund.
Die Baukosten lagen bei rund 165 Millionen US-Dollar.

## Technische Daten

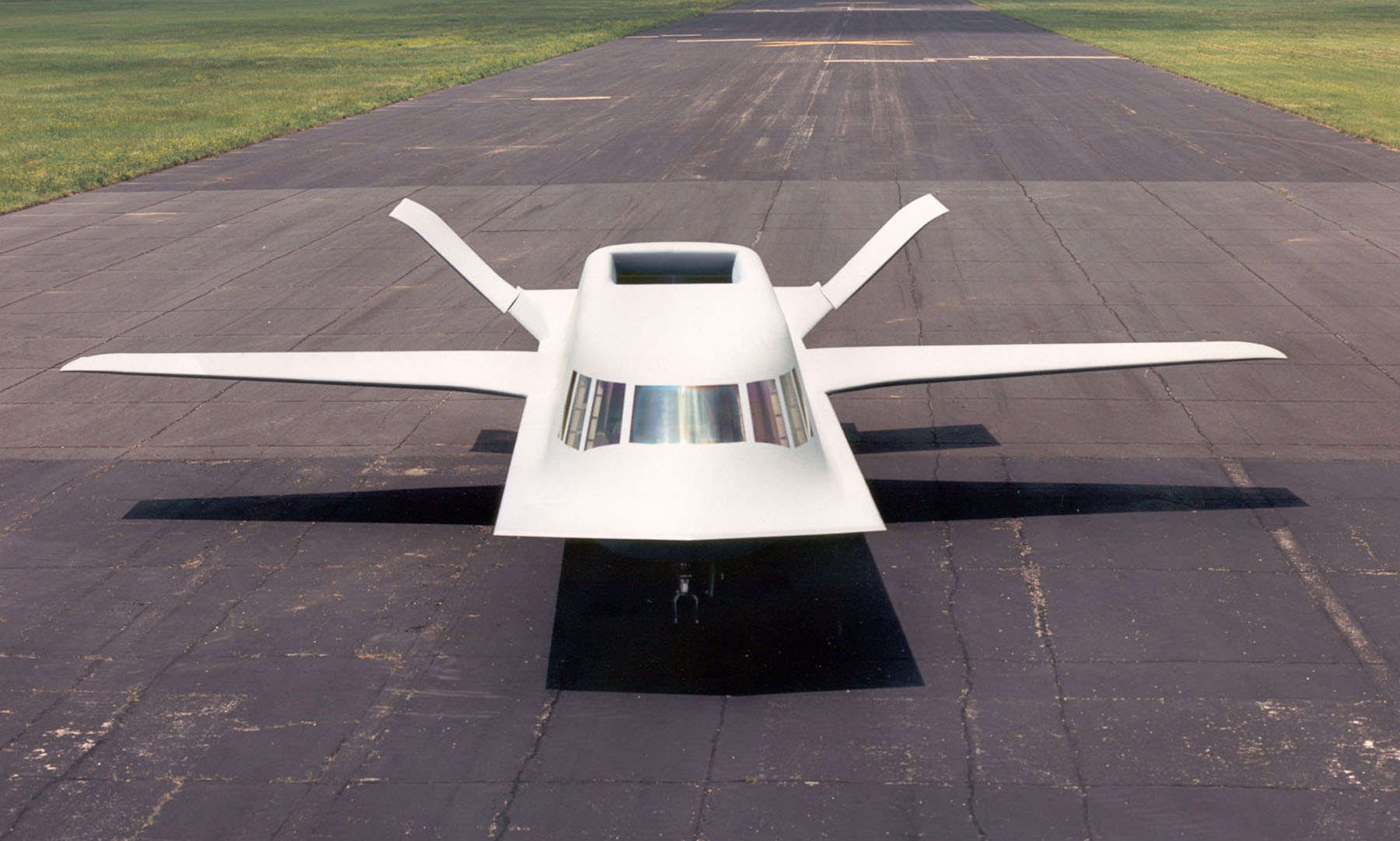
Frontansicht

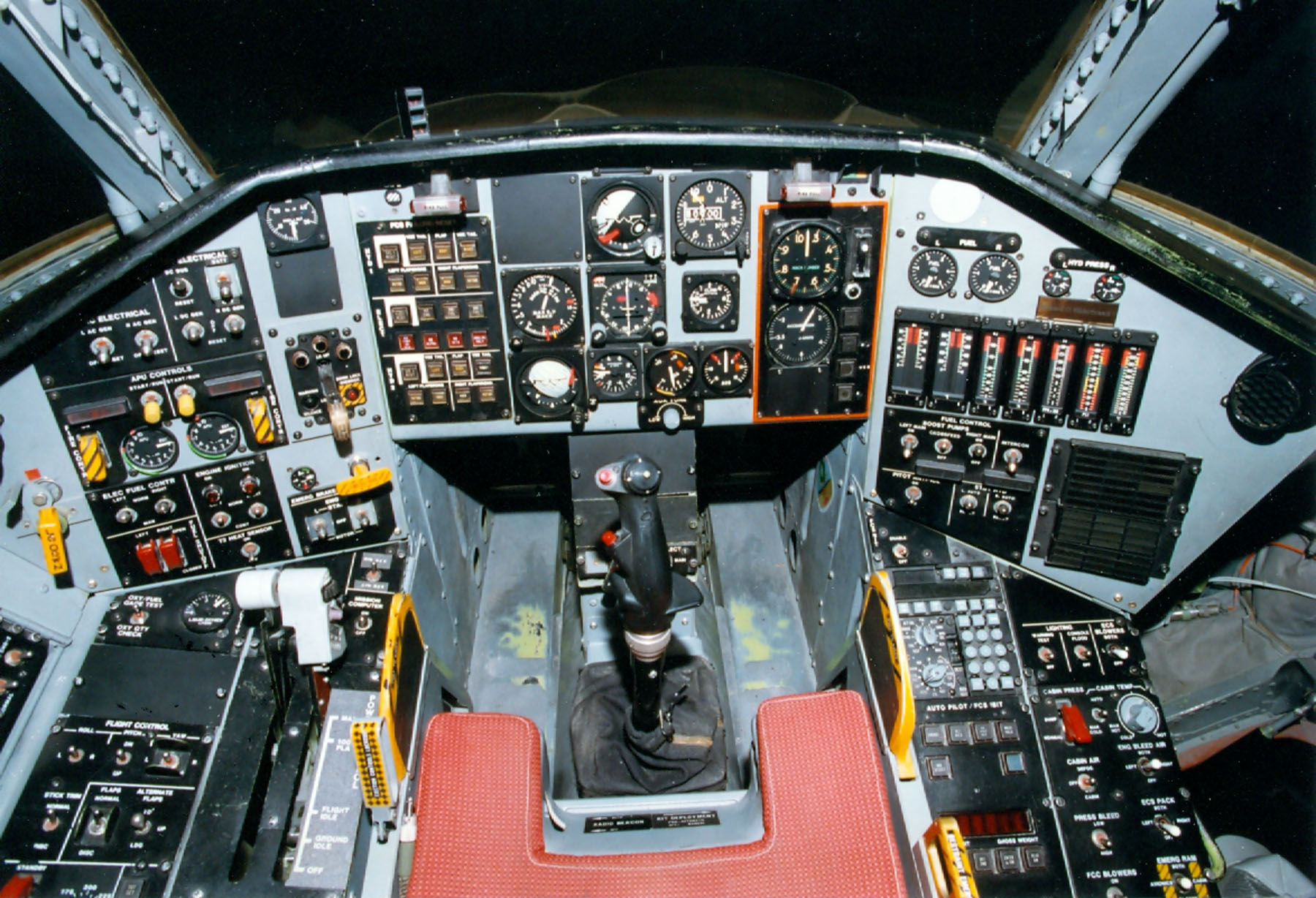
Cockpit

| Kenngröße                | Daten                                                     |
| ------------------------ | --------------------------------------------------------- |
| Besatzung                | 1                                                         |
| Länge                    | 17 m                                                      |
| Spannweite               | 14,7 m                                                    |
| Höhe                     | 3,2 m                                                     |
| Flugmasse                | 13.606 kg                                                 |
| Höchstgeschwindigkeit    | 462 km/h                                                  |
| Dienstgipfelhöhe         | 9144 m                                                    |
| Triebwerke               | 2 × Turbofan-Triebwerke Garrett ATF3-6 mit je 24 kN Schub |
| Schub-Gewicht-Verhältnis | 0,36                                                      |